# Baal I
Baal I va ser rei de Tir entre els anys 680 aC i 660 aC aproximadament. Era tributari de l'Imperi Neoassiri, que havia conquerit la resta de Fenícia.
El rei d'Assíria Assarhaddon s'havia enfrontat a dos opositors a Fenícia, per una banda amb els successors d'Etbaal II de Tir i amb el rei de Sidó Abdi-Milkutti, oposició que capitanejava Baal I des de Tir.
L'any 677 aC, Abdi-Milkutti va ser derrotat i deportat a Nínive, on va morir executat. Assarhaddon va arrasar Sidó i va construir al seu lloc una ciutat nova a la que va anomenar Kar-Assarhaddon. Cap a l'any 675 aC o potser el 673 aC, Baal I i els altres dos reis fenicis Milkiasap de Biblos i Mattanbaal d'Arwad juntament amb altres reis de la zona i de Xipre, van haver de proporcionar materials per a embellir el palau del rei a Nínive. L'any 675 aC el rei Baal I va haver de signar un tractat de vassallatge amb Assarhaddon d'Assíria a canvi de mantenir els drets comercials de Tir. Baal I va intentar aliar-se amb Egipte, i el 671 aC Assarhaddon va avançar amb el seu exèrcit contra Tir i la va sotmetre a setge. Baal I es va poder defensar des de l'illa de Tir, escapant de la captivitat, però va perdre totes les seves possessions i es va sotmetre. Va seguir com a rei de Tir durant el regnat d'Assurbanipal, a qui va retre homenatge, juntament amb Milkiasap de Biblos i el nou rei d'Arwad Iankilu. Van haver de proporcionar forces militars i una flota a l'exèrcit assiri, que atacava a Egipte.
L'any 662 aC Assurbanipal va tornar a assetjar Tir. Baal I es va sotmetre novament als assiris i va enviar al seu fill anomenat Yahimilki i a la seva filla i les seves nebodes al rei. Assurbanipal va guardar les noies al seu harem, i magnànimament va tornar a Baal el seu fill.